# Saint-Roman-de-Codières
Saint-Roman-de-Codières est une commune française située dans l'ouest du département du Gard, en région Occitanie.
Exposée à un climat méditerranéen, elle est drainée par le Vidourle, le Rieutord, le Recodier, le ruisseau de Combe Bonne et par divers autres petits cours d'eau. Incluse dans les Cévennes, la commune possède un patrimoine naturel remarquable : un site Natura 2000 (les « gorges de Rieutord, Fage et Cagnasse ») et deux zones naturelles d'intérêt écologique, faunistique et floristique.
Saint-Roman-de-Codières est une commune rurale qui compte 166 habitants en 2022, après avoir connu un pic de population de 1 009 habitants en 1793.  Ses habitants sont appelés les Saint-Romanais ou  Saint-Romanaises.

## Géographie

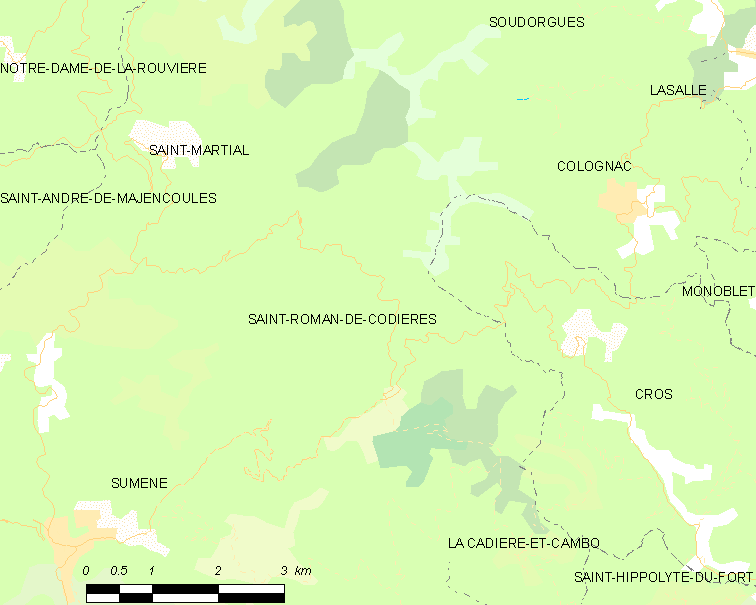
Carte.

Implantée sur le versant méridional des Cévennes, au sud du Massif central et du Mont Aigoual, non loin de Sumène, Ganges et Saint-Hippolyte-du-Fort, cette vaste commune rurale, accrochée aux reliefs montagneux, s'égrène en de nombreux mas et hameaux isolés, répartis sur tout son territoire. Son chef-lieu ne regroupe que quelques habitations autour de l'église, la mairie et la tour, vestige de l'ancien château médiéval.

### Accès
Trois possibilités d'accès par la route pour rejoindre le chef-lieu de Saint-Roman-de-Codières : 
- en venant de Sumène à l'est (D 153) ;
- en venant de Cros à l'ouest (id.) ;
- ou en venant de Saint-Martial au nord-est (D 290).

### Lieux-dits, mas et hameaux
La commune actuelle de Saint-Roman-de-Codières s'étend sur trois petites vallées :
- la vallée du Recodier, vers Sumène ;
- la vallée du Vidourle, vers Saint-Hippolyte-du-Fort ;
- et la vallée de Suménette et de Combe Bonne, portant le nom du Savel, vers Saint-Martial.

Antérieurement, elle comprenait également la vallée du Cayla, aujourd'hui rattachée à la commune de Sumène.
- Vallée du Recodier

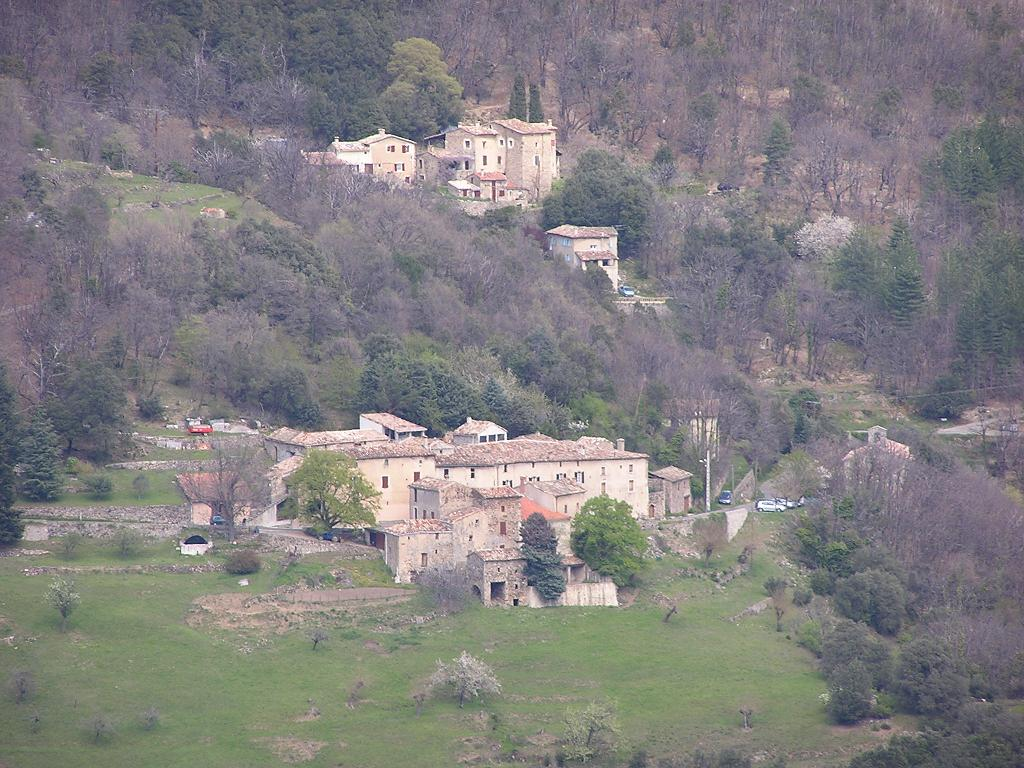
Saint-Roman-de-Codières (les hameaux de Bouras et des Auméras).

- Rive droite : Teulon (anciennement Vignevieille) - la Coste - l’Euzière - Issartviel (abandonné) - la Polvétérie (abandonné) - Salvestrière (abandonné) - le Soulié - la Salle - Camplong (anciennement Puech Calm, en ruines) - le Castanier - la Grandinelle - le Farguier - Cougnot - la Baraque (anciennement la Fournelade) - les Ribes ;

- Rive gauche : la Valette - Valescure - Puechguima (anciennement Puechaguima) - Fromental - le Corral - (abandonné) - le Moulin (abandonné) - le Restouble (anciennement le Valat) - la Cavalerie - (aujourd’hui rattaché à Sumène).
- Vallée du Vidourle

- Rive droite : les Poussiergues (anciennement les Porcilgues) - les Combes - Vidourle - la Bastide - Driolle (anciennement Drulhol) - l’Ubac - Claparède ;

- Rive gauche : la Nible - Malanuech -Montplaisir- Ferrier - Bouras (anciennement Bourras) - les Auméras - Conduzorgues (anciennement Canduzorgues) - la Combe - Mas de Gentil.
- Vallée du Savel

- Rive droite de Combe Bonne : Peyredier (anciennement Peyridier) - le Serre - Baralet - le Verdier - Pradeyret (en ruines) - Montredon ;

- Rive gauche de Combe Bonne et rive droite de Suménette : le Devès - le Mazel - la Janette - la Bayte - la Fabrié - le Bousquet - le Cayrel - Bouvet - Camplo - la Figuière - Serviel - le Bruguier - la Peyredisse ;

- Rive gauche de Suménette : le Castanet des Perdus - le Laquet (en ruines) - la Calmette.
- Vallée du Cayla

- Rive droite : le Cayla - le Valat ;

- Rive gauche : l’Ubac.

### Communes limitrophes
Saint-Roman-de-Codières fait partie du canton du Vigan et a pour communes limitrophes : Sumène - Saint-Martial - Colognac - Cros et La Cadière-et-Cambo.

### Relief

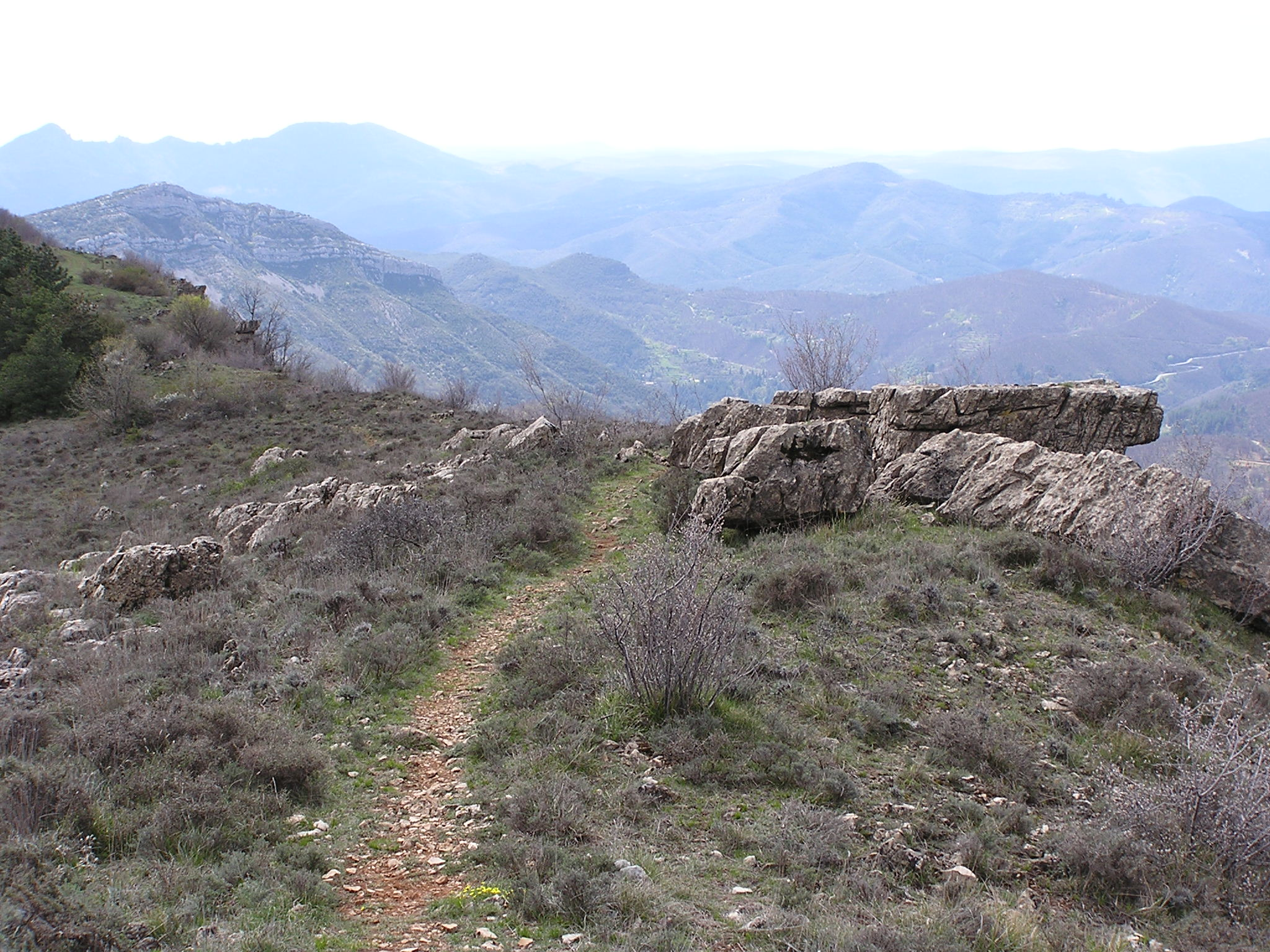
Saint-Roman-de-Codières (la Fage).

Les trois vallées de la commune s'articulent autour de trois massifs aux paysages différents :
- la Fage, grande barrière de calcaire, contrefort ouest des Cévennes, plantée aujourd'hui de pins ;
- le Mont Liron, au nord, aux chemins millénaires avec ses drailles, menhirs, dolmens, blocs de granite et ses fosses à loups[Quoi ?] ;
- et le Serre de Cambon, crête schisteuse, aux pentes raides recouvertes de châtaigniers, cultivés autrefois tant pour leurs fruits que pour leur bois utilisé sous diverses formes, notamment en tonnellerie.

### Hydrographie
À côté du Vidourle, qui prend sa source sur le territoire de Saint-Roman-de-Codières pour aller se jeter dans la Méditerranée 85 kilomètres plus loin au Grau-du-Roi, on trouve également de nombreux ruisseaux au fond des vallées, dont le Recodier, affluent majeur du Rieutord, Combe Bonne ou Suménette.

### Climat
Pour des articles plus généraux, voir Climat de l'Occitanie et Climat du Gard.
En 2010, le climat de la commune est de type climat méditerranéen franc, selon une étude s'appuyant sur une série de données couvrant la période 1971-2000. En 2020, Météo-France publie une typologie des climats de la France métropolitaine dans laquelle la commune est exposée à un climat méditerranéen et est dans la région climatique  Provence, Languedoc-Roussillon, caractérisée par une pluviométrie faible en été, un très bon ensoleillement (2 600 h/an), un été chaud (21,5 °C), un air très sec en été, sec en toutes saisons, des vents forts (fréquence de 40 à 50 % de vents > 5 m/s) et peu de brouillards.
Pour la période 1971-2000, la température annuelle moyenne est de 10,8 °C, avec une amplitude thermique annuelle de 16,3 °C. Le cumul annuel moyen de précipitations est de 1 504 mm, avec 8,9 jours de précipitations en janvier et 4,3 jours en juillet. Pour la période 1991-2020, la température moyenne annuelle observée sur la station météorologique la plus proche, située sur la commune de Colognac à 5 km à vol d'oiseau, est de 12,3 °C et le cumul annuel moyen de précipitations est de 1 502,4 mm,. Pour l'avenir, les paramètres climatiques de la commune estimés pour 2050 selon différents scénarios d'émission de gaz à effet de serre sont consultables sur un site dédié publié par Météo-France en novembre 2022.

## Urbanisme

### Typologie
Au 1er janvier 2024, Saint-Roman-de-Codières est catégorisée commune rurale à habitat très dispersé, selon la nouvelle grille communale de densité à sept niveaux définie par l'Insee en 2022.
Elle est située hors unité urbaine et hors attraction des villes,.

### Occupation des sols
L'occupation des sols de la commune, telle qu'elle ressort de la base de données européenne d’occupation biophysique des sols Corine Land Cover (CLC), est marquée par l'importance des forêts et milieux semi-naturels (100 % en 2018), une proportion identique à celle de 1990 (100 %). La répartition détaillée en 2018 est la suivante : 
forêts (94,6 %), milieux à végétation arbustive et/ou herbacée (5,4 %). L'évolution de l’occupation des sols de la commune et de ses infrastructures peut être observée sur les différentes représentations cartographiques du territoire : la carte de Cassini (XVIIIe siècle), la carte d'état-major (1820-1866) et les cartes ou photos aériennes de l'IGN pour la période actuelle (1950 à aujourd'hui).

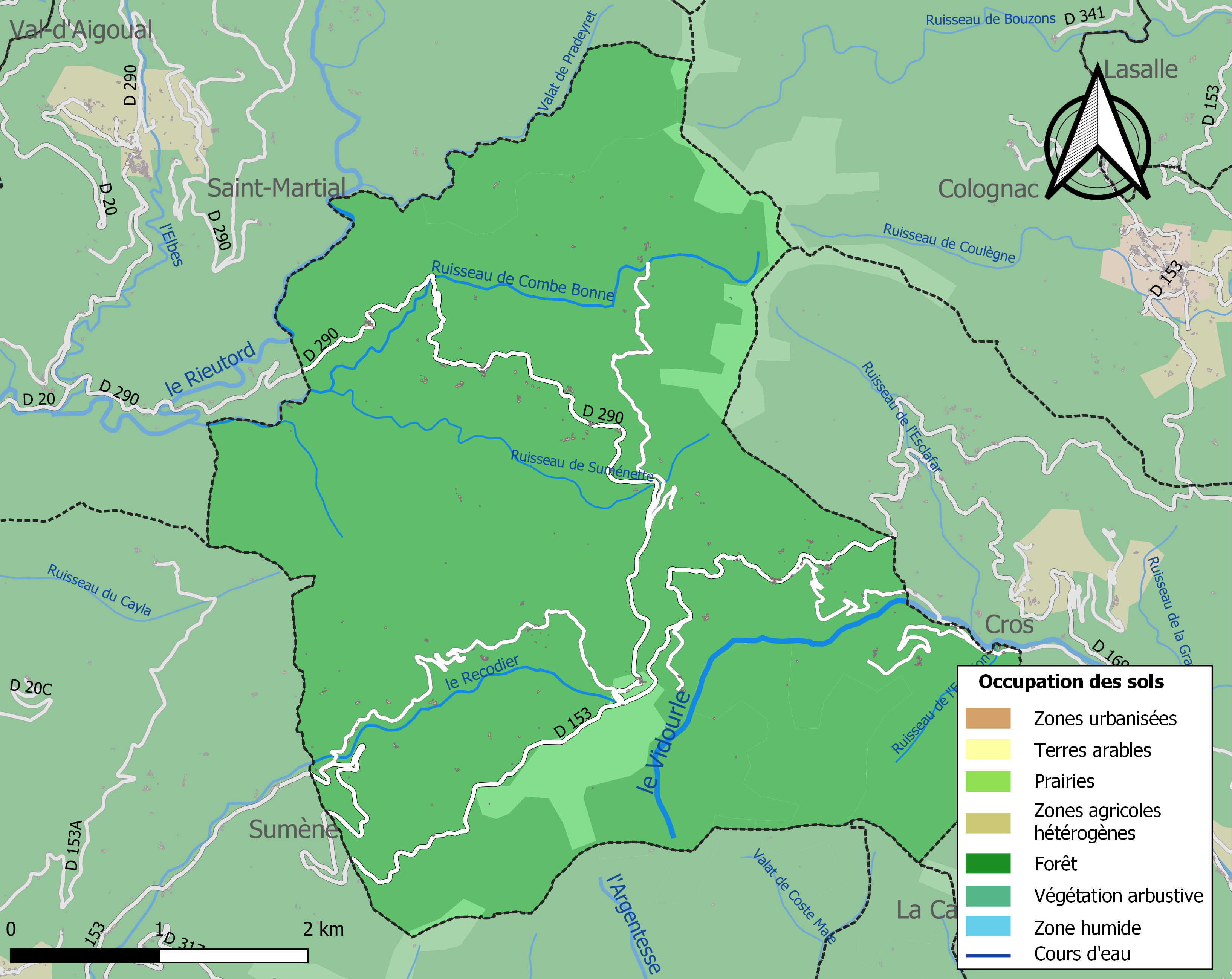
Carte des infrastructures et de l'occupation des sols de la commune en 2018 (CLC).

### Risques majeurs
Le territoire de la commune de Saint-Roman-de-Codières est vulnérable à différents aléas naturels : météorologiques (tempête, orage, neige, grand froid, canicule ou sécheresse), inondations, feux de forêts, mouvements de terrains et séisme (sismicité faible). Il est également exposé à un risque particulier : le risque de radon. Un site publié par le BRGM permet d'évaluer simplement et rapidement les risques d'un bien localisé soit par son adresse soit par le numéro de sa parcelle.

#### Risques naturels
Certaines parties du territoire communal sont susceptibles d’être affectées par le risque d’inondation par débordement de cours d'eau et par une crue torrentielle ou à montée rapide de cours d'eau, notamment le Vidourle et le Rieutord. La commune a été reconnue en état de catastrophe naturelle au titre des dommages causés par les inondations et coulées de boue survenues en 1982, 1992, 1994, 1995 et 2014,.

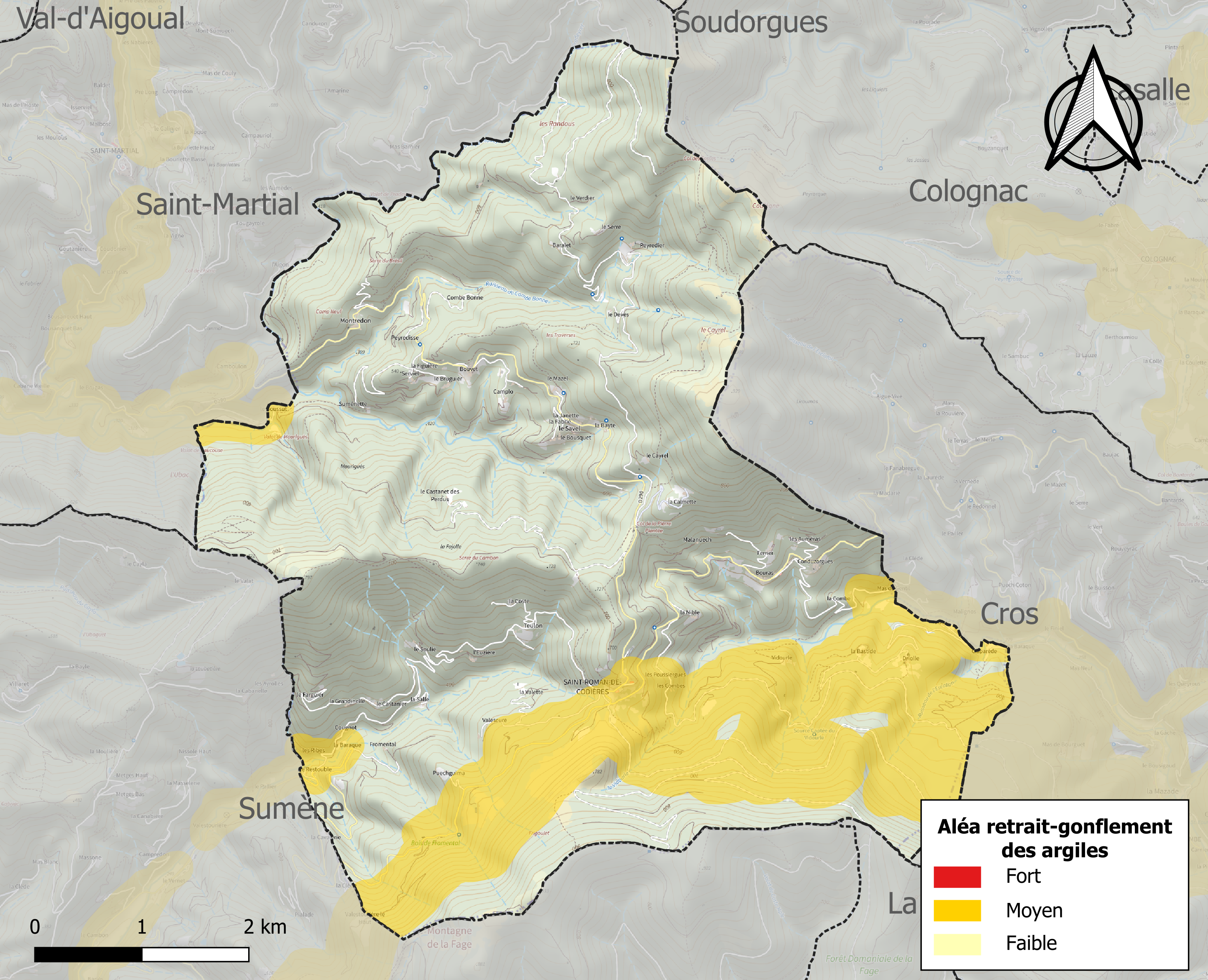
Carte des zones d'aléa retrait-gonflement des sols argileux de Saint-Roman-de-Codières.

La commune est vulnérable au risque de mouvements de terrains constitué principalement du retrait-gonflement des sols argileux. Cet aléa est susceptible d'engendrer des dommages importants aux bâtiments en cas d’alternance de périodes de sécheresse et de pluie. 22,4 % de la superficie communale est en aléa moyen ou fort (67,5 % au niveau départemental et 48,5 % au niveau national). Sur les 174 bâtiments dénombrés sur la commune en 2019, 37 sont en aléa moyen ou fort, soit 21 %, à comparer aux 90 % au niveau départemental et 54 % au niveau national. Une cartographie de l'exposition du territoire national au retrait gonflement des sols argileux est disponible sur le site du BRGM,.
Par ailleurs, afin de mieux appréhender le risque d’affaissement de terrain, l'inventaire national des cavités souterraines permet de localiser celles situées sur la commune.

#### Risque particulier
Dans plusieurs parties du territoire national, le radon, accumulé dans certains logements ou autres locaux, peut constituer une source significative d’exposition de la population aux rayonnements ionisants. Certaines communes du département sont concernées par le risque radon à un niveau plus ou moins élevé. Selon la classification de 2018, la commune de Saint-Roman-de-Codières est classée en zone 3, à savoir zone à potentiel radon significatif.

## Toponymie
Le nom de la localité est attesté sous les formes
— Ecclesia Sancti-Romani, 1156 (cart. de N.-D. de Nimes, ch. 84).
— G. de Sancto-Romano, 1178 (chap. de Nimes, arch. départ.).
— Sanctus-Romanus de Codeyra, 1384 (dén. de la sénéch.).
— Saint-Roman de Codière, 1435 (rép. du subs. de Charles VII).
— Sanctus-Romanus de Coderiis, 1455 (pap. de la fam. d'Alzon) ; 
1513 (A. Bilanges, not. du Vigan).
— Sainct-Roman de Codyère, 1548 (arch. départ. C. 790).
— Sainct-Roman de Codieres, balhage de Sauve, 1582 (Tar. univ. du diocèse de Nimes).
— Le prieuré Saint-Roman de Codières, 1617 (insin. eccl. du dioc. de Nimes) ;
1736 (insin. eccl. du dioc. de Nimes).

## Histoire

### Préhistoire

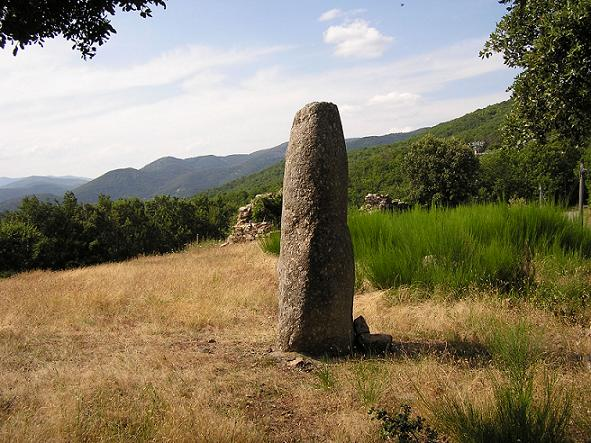
Saint-Roman-de-Codières (le menhir du col de Pierre Levée).

Les sept mégalithes que l'on trouve sur la commune de Saint-Roman-de-Codières sont les témoins d'une présence humaine sur son territoire à la fin du néolithique (environ 9 000 à 3 300 av. J.-C.) :
- le plus connu et le plus accessible car en bordure de la route reliant le chef-lieu à la vallée du Savel, est le menhir du col de Pierre Levée, appelé encore Pierre Plantée ou Peyre Plantade, en occitan ;
- un autre menhir ou dolmen se trouverait à proximité ;
- trois autres menhirs sont érigés au col du Cayrel entre Saint-Roman-de-Codières et Cros, dont la Pierre aux Fées auquel est attribué un rite de fertilité féminine ;
- à moins d'un kilomètre de là, on trouve aussi la Pierre des Druides, appelé encore Broussier ;
- et enfin, le menhir du col des Fosses, mégalithe abattu et mutilé, sur le tracé de l'ancienne draille de transhumance.

Outre ces pierres, on a également découvert en 1950 sur le versant nord de la montagne de la Fage un biface acheuléen, attestant d’une fréquentation humaine du territoire de Saint-Roman-de-Codières pendant le paléolithique ancien.

### Antiquité et Moyen Âge
Selon la tradition, des légions romaines y auraient édifié un camp militaire au Ier siècle ; rien ne permet toutefois de l'attester. Ce que l'on sait avec certitude c'est qu'un lieu fortifié (castrum en latin) est signalé en ce lieu en 970 comme faisant partie des biens de la maison d’Anduze, qui possédait avant la croisade des Albigeois les baronnies limitrophes d'Hierle et de Sauve, dont Saint-Roman-de-Codières fit partie jusqu'à la Révolution française.
Autre élément attesté, une mine de plomb argentifère (galène) a été exploitée en des temps reculés sur la butte rocheuse du chef-lieu de Saint-Roman-de-Codières.
Le peuplement de la commune n'a toutefois pas progressé autour de ce castrum, poste essentiellement militaire destiné à défendre le col où il fut édifié (chef-lieu actuel), mais en des lieux isolés (mas et hameaux actuels) où les nouveaux venus recevaient des seigneurs, en franchise le plus souvent pour les y attirer, une parcelle à bâtir et quelques champs à défricher, le rôle de l’église se bornant alors, à concéder le moment venu une église paroissiale.
La cellule familiale cévenole est à cette époque une famille étendue et patriarcale qui englobe sur plusieurs générations, le père, ses descendants et leurs conjoints respectifs. Tous vivaient sous le même toit et font « feu et pot commun ». Les actes notariés de cette époque, rédigés alors par des clercs le plus souvent, constituent les premières sources écrites de cette période et les premiers témoignages de la vie quotidienne des anciens Saint-Romanais.

#### Organisation religieuse

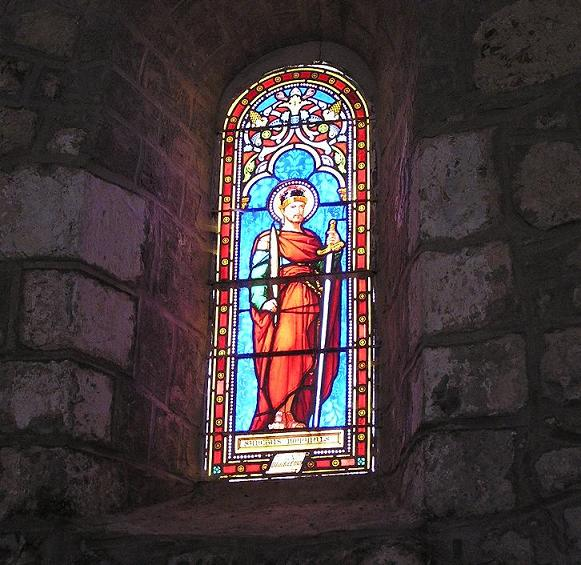
Saint-Roman-de-Codières (vitrail dans le chœur de l'église catholique).

Tous ces mas isolés étaient regroupés au sein d'une paroisse. Son église, construite au chef-lieu, placée sous le vocable de Saint Roman (Sanctus Romanus de Coderiis en latin), est citée dès 1156. Elle a relevé jusqu'à la fin de l'Ancien Régime, du diocèse d'Alès et de l'archiprêtré de Sumène, après avoir appartenu à celui de Nîmes.
Son prieuré, simple et séculier, uni primitivement à la mense du chapitre cathédral de Nîmes, faisait partie des possessions du chapitre de la collégiale de Saint-Sauveur, alias Sainte-Anne, de Montpellier. Sa cure, conférée par les chanoines, a été transformée en vicairie perpétuelle après la révocation de l'édit de Nantes.
Le prieur, propriétaire des biens de l'église, en percevait les revenus. Il avait pour obligation de pourvoir la paroisse d'un curé et d'entretenir l'église. Il recevait la dîme en contrepartie. Le curé avait quant à lui la charge d'administrer les soins spirituels aux fidèles sous l'autorité de l'évêque et à ce titre, recevait une portion congrue du prieur. Jusqu'à la Réforme, le clergé a été nombreux sur Saint-Roman-de-Codières : le curé de la paroisse était assisté de prêtres secondaires, parfois d'un clerc, de quelque prêtre libre ou d'un chantre pour assurer son service et chaque famille saint-romanoise, chaque mas presque, avait son prêtre ou son clerc qui vivait au milieu de ses frères au sens propre comme au sens figuré.
Soucieux du salut de leur âme, les Saint-Romanois, regroupés parfois en confrérie, n’hésitaient pas alors à prévoir dans leurs testaments, des donations aux pauvres, des legs à l'église, le déroulement de leurs obsèques dans leurs moindres détails, le nombre de messes à célébrer, voire, pour les plus aisés, à fonder des œuvres pieuses en y consacrant une partie de leur patrimoine. On trouvait ainsi à Saint-Roman-de-Codières :
- une confrérie de Notre-Dame pour les femmes ;
- une confrérie de Saint-Sauveur et d'un saint miracle anciennement advenu dans l'église de Saint-Roman-de-Codières pour les hommes citée dès 1466 (confratria Sancti Salvatoris et sancti cujusdami antiqui miraculi facti in dicta ecclesia), à laquelle semble avoir succédé au XVIIe siècle une confrérie du Saint-Sacrement ;
- l'obit de Philippe Rouvière, habitant du castrum de Saint-Roman-de-Codières, fondé vers 1350 ;
- deux chapellenies, fondées en l’église de Saint-Roman-de-Codières au XIVe et XVIe siècles, des titres respectifs de Saint-Antoine, fondée par Guillaume Valat et de Notre-Dame - donnée dans les textes les plus anciens du titre de « Saint Salvaire », alias Saint-Sauveur -, fondée par Dom Bernard de Sauzet, clerc, habitant du mas de Montredon, toutes deux réunies au XVIIIe siècle ;
- et une chapelle du titre de Saint-Grégoire, édifiée au mas de Driolle[25].

#### Organisation seigneuriale

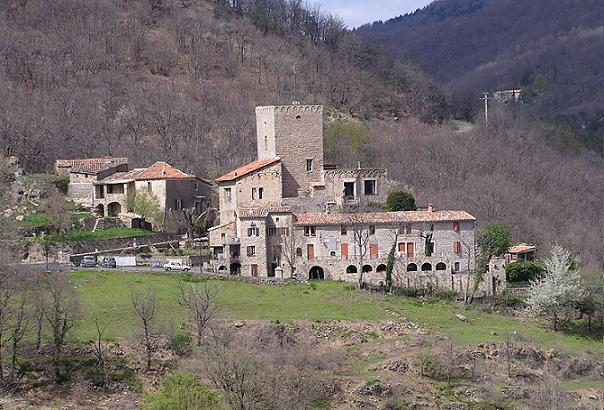
Saint-Roman-de-Codières (la Tour carrée).

À l'origine de l'organisation féodale et du régime seigneurial, les droits de justice et de propriété qui s'exerçaient sur une terre donnée et par suite sur ses habitants, étaient réunis entre les mains du seigneur, mais bien vite ils ont été démembrés et on a distingué alors les seigneurs justiciers – appelés ainsi car ils avaient droit de justice sur leurs terres – des seigneurs directes – appelés ainsi car leurs droits sur une terre portaient sur le domaine direct de celle-ci – « directum dominium » – par opposition au domaine utile, qui lui était concédé à un exploitant.
Dans la région où la coutume était le droit romain et où s'appliquait l'adage « nul seigneur sans titre », cette concession était le plus souvent consentie sous forme de censive, c’est-à-dire contre le versement d’un cens – redevance annuelle fixée une fois pour toutes, en argent ou en nature.
S'agissant des droits de justice, Saint-Roman-de-Codières relevait de la baronnie de Sauve comme nous l'avons vu. Cette baronnie passa des Bermond, au roi de France, puis en 1293 aux évêques de Maguelonne (puis de Montpellier à partir de 1536, le siège épiscopal y ayant été transféré), avant d'être acquise en 1563 par Simon Fitzgerald, conseiller du roi, secrétaire d'État aux finances, anobli peu de temps après sous le nom de Fizes. Après être passée à ses héritiers, elle fut démembrée une première fois et, en 1620, Jean Aubanel, huguenot, ancien marchand et ancien capitaine de Saint-Hippolyte-du-Fort se porta acquéreur de la seigneurie de Saint-Roman-de-Codières. Cette seigneurie devint un sujet de conflit quand les héritiers de Fizes la cédèrent à nouveau à Jean Vallat, gouverneur de Montferrant, sans tenir compte de la précédente vente. Les Aubanel, à qui il fut fait droit, n'en profitérent guère, Louis XIV ayant décidé la réunion de la baronnie de Sauve à l'évêché de Montpellier, le procès se poursuivit avec ce dernier jusqu'en 1680, date à laquelle les Aubanel furent en partie indemnisés. Peu de temps après, en 1692, la baronnie de Sauve fut à nouveau démembrée par les évêques de Montpellier, qui en gardèrent le titre de baron jusqu'à la Révolution française : Saint-Roman-de-Codières fut dès lors divisé en trois seigneuries justicières distinctes :
- la seigneurie du Castanier, passée des Boudon aux Massanne ;
- la seigneurie de l'Euzière, acquise par les Aigoin ;
- et celle dite de Saint-Roman-de-Codières, qui englobait tout le territoire de la paroisse à l'exception des deux mas précités, acquise en indivision par les Baschi du Caila et les Serres, avant qu'en 1740, ces derniers n'en deviennent seuls propriétaires.

Assistés d'officiers de justice, les seigneurs justiciers de Saint-Roman-de-Codières ont rendu la justice en cour de Sauve, puis à Saint-Hippolyte-du-Fort après division de la baillivie en deux ressorts territoriaux distincts, et enfin à Sumène à compter du milieu du XVIIIe siècle.
Quant aux seigneurs directs, ils étaient nombreux sur Saint-Roman-de-Codières. Leurs droits, parfois détenus en indivision, hérités, achetés, échangés, reçus en mariage ou même usurpés à l'occasion de troubles, pouvaient porter sur un mas, une terre, un moulin ou même un simple droit particulier. Il s'agissait d'institutions religieuses, d'anciennes familles nobles d'extraction féodale, des premières familles saint-romanoise ayant peu à peu donné à exploiter leurs terres allodiales ou de familles de paysans ou d'artisans, devenues bourgeoises et cherchant par ce biais à poursuivre leur ascension sociale car, faute d'indexation, l'importance de ces revenus n'a eu de cesse de diminuer au fil du temps.

#### Administration royale
L'importance de cette organisation seigneuriale va être progressivement limitée par le développement de l'administration royale.
Dès 1215, en pleine croisade contre les cathares qui conduira au rattachement du comté de Toulouse à la couronne de France, la sénéchaussée de Nîmes et Beaucaire est créée. Le sénéchal, qui représente le roi y exerce en son nom tous les pouvoirs. Pays d'état, le Languedoc conservera toutefois le privilège de la tenue d'états provinciaux, appelés encore états particuliers, pour les différencier des états généraux.
C'est dans ce cadre qu'en 1384 Saint-Roman-de-Codières a été taxée à « trois feux ».
De même, c'est le sénéchal qui lève les troupes selon les besoins et commande l’antique organisation du ban et de l’arrière-ban (service militaire des nobles et non nobles à des degrés divers). Il faudra attendre les défaites de la guerre de Cent Ans pour que l’armée royale devient permanente. Le ban et l’arrière-ban ne seront dès lors plus convoqués qu’en cas de nécessité.
Les hommes de la famille Castelviel, de noblesse d’extraction féodale et seigneurs directes du mas de Fromental à Saint-Roman-de-Codières, ont participé au service du ban et de l’arrière-ban tout au long du XVIe siècle.
Puis, vers la fin du Moyen Âge avec le développement du droit, deux nouvelles institutions apparaissent : les gouverneurs (pouvoirs administratifs et militaires) et les viguiers royaux (pouvoirs judiciaires).
Saint-Roman-de-Codières a relevé dès l'origine de la viguerie royale de Sommières, dont les décisions étaient susceptibles d'appel devant le Parlement de Toulouse.

#### Communauté d'habitants
Dans le même temps, les habitants se sont regroupés pour organiser la défense de leurs intérêts communs, notamment en matière fiscale et pour organiser la perception des legs et aumônes faites aux pauvres. On trouve ainsi des « assemblés d'habitants » à Saint-Roman-de-Codières dès la fin du Moyen Âge, mais il faut attendre le XVe siècle, semble-t-il, pour voir apparaître une véritable « communauté d'habitants », dirigées par des « consuls », assistés de leurs « conseillers », élus chaque année par la « majeure et plus saine partie des habitants.
Ces représentants intervenaient dans de nombreux domaines (aumônes dues aux pauvres, écoles, administration des biens de la paroisse, entretien du four et de la maison consulaire, élaboration du compoix, actions en justice, réponses aux enquêtes diligentées par l'administration royale, entretien des ponts et chaussées, des troupes armées, réparation des dommages causés par la guerre, etc.).

### Guerres de religion

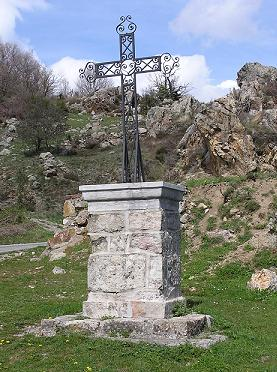
Saint-Roman-de-Codières (la croix à l'entrée du chef-lieu).

La Réforme fait son apparition dans les Cévennes vers le milieu du XVIe siècle. Dès 1568 une église réformée est « dressée » à Saint-Roman-de-Codières. Guidon Serre, personnage important de la paroisse, seigneur de Fromental et habitant de Sumène, semble avoir joué un rôle prépondérant dans la diffusion des nouvelles doctrines.
Les réformés deviennent rapidement majoritaires. Les biens du clergé sont mis en vente pour renflouer les caisses de l'État, Guidon Serre, huguenot convaincu, s'en porte acquéreur en 1569 pour 300 livres ; le surplus est mis en location. Finalement l'église catholique est détruite entre 1570 et 1576 et le service suspendu.
Les huit guerres civiles, qui vont se succéder de 1561 à 1598, vont désoler les Cévennes, il faut attendre l'édit de Nantes en 1598 pour retrouver une situation plus calme.
C'est durant cette période qu'est créé le présidial de Nîmes. Il rend la justice au nom du sénéchal et Saint-Roman-de-Codières en relève.

### Édit de Nantes
L'édit de Nantes, qui reconnaît le culte réformé, permet par la même occasion le rétablissement du culte catholique dans la paroisse. Mais, l'église, reconstruite depuis peu, est à nouveau détruite pendant les guerres dites de Rohan, qui se succèdent de 1621 à 1629.
Durant cette période Saint-Roman-de-Codières est rattaché à la sénéchaussée et présidial de Montpellier et au bailliage de Sauve, nouvellement créés par démembrement de la sénéchaussée de Nîmes et Beaucaire, du présidial de Nîmes et de la viguerie royale de Sommières.
Saint-Roman-de-Codières est alors partagé entre protestants, qui dominent la vie politique et économique de la paroisse et catholiques, dont l'influence ne cesse de croître, aidés par les mesures prises par le pourvoir royal. En 1661, ces derniers prennent ainsi possession de la salle au-dessus de la maison consulaire où se tenait jusqu'alors le service réformé, pour y installer le leur.
Finalement, prétextant la participation d'Isaac Teissier, pasteur de Saint-Roman-de-Codières, à un culte célébré à Saint-Hippolyte-du-Fort où il venait d'être interdit, l'intendant Henri d'Aguesseau, par un arrêt du 4 juillet 1684, interdit l'exercice du culte réformé dans la paroisse et par suite, la fermeture du cimetière qui servait jusqu'alors aux protestants.
Saint-Roman-de-Codières dépend alors de la généralité de Montpellier et de la subdélégation du Vigan, nouvelles institutions développées sous le règne de Louis XIV en complément du dispositif administratif préexistant.

### Révocation de l'édit de Nantes

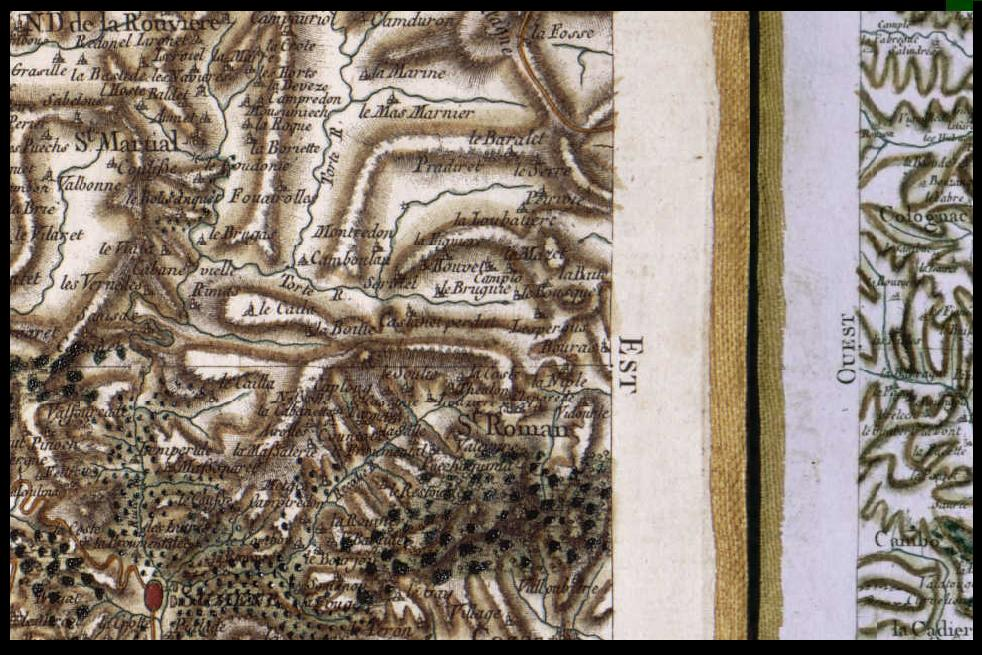
Saint-Roman-de-Codières (carte de Cassini).

À la suite de la révocation de l'édit de Nantes en 1685 par Louis XIV, les protestants de Saint-Roman-de-Codières abjurent massivement leur foi. Le local servant aux catholiques étant trop petit pour pouvoir les accueillir, l'église est reconstruite peu de temps après en 1690.
Rapidement les prêches clandestins se multiplient ; les pasteurs ayant quitté le royaume, ce sont le plus souvent de jeunes « prophètes » qui prennent le relai. Bientôt éclate la guerre des camisards. Pierre Brunel, fermier au mas de Ferrier, Euzière, ancien catholique, Jean Hébrard et Salomon Sabatier, dit « Salomonet », du hameau de Driolle se joignent aux rebelles. Dans la nuit du 26 mars 1703, les camisards incendient le château et l'église de Saint-Roman-de-Codières.
À cette période de troubles, dont le pays sort ruiné, succède la période dite du « Désert ». Les protestants s'habituent peu à la clandestinité ; la répression diminue progressivement à partir du milieu du XVIIIe siècle et les « prédicants », de retour en Cévennes, peuvent à nouveau s'occuper des fidèles. Mais, il faut attendre l’Édit de tolérance en 1787 pour que ces derniers puissent à nouveau faire enregistrer légalement leur état civil.

### Révolution
Avec la Révolution française, la commune prend un temps le nom de Mont-de-Vidourle. Elle est d'abord rattachée administrativement au district et canton de Saint-Hippolyte-du-Fort, avant de dépendre à partir de 1801 de l'arrondissement du Vigan et du canton de Sumène.
De cette période on retiendra l'incendie en 1792 du château du Castanier, maison de campagne de François Charles de Massanne, ancien capitaine d'infanterie retiré à Sumène et l'attaque le 2 ventôse de l'an IX (21 février 1801) du citoyen Lafon, collecteur des deniers publics, au mas du Valat.
À noter également, l'exécution de Jacques Rouffiac, prêtre  secondaire de la paroisse qui après avoir prêté serment en 1791 à la constitution civile du clergé, se rétracte et entre en clandestinité (fêté le 31 juillet) et le jour même de la chute de Maximilien de Robespierre, la mort de Jacques de Serre de Saint Roman, conseiller au Parlement de Paris, seigneur de Saint-Roman-de-Codières, guillotiné à Paris le 9 thermidor de l'an II (27 juillet 1794), pour avoir son fils, Alexis Jacques de Serre de Saint Roman, émigré, engagé dans les armées étrangères.

### XIXeetXXesiècles
Après les troubles de la période révolutionnaire, une relative prospérité économique s'instaure progressivement au XIXe siècle.
La tour, vestige de l'ancien château médiéval et depuis la Restauration, chef-lieu du majorat au titre de comté-pairie érigé en faveur de la famille des derniers seigneurs justiciers de Saint-Roman-de-Codières, est remise en état et profondément réaménagée en 1838 par le comte Jacques Raymond de Serre de Saint Roman.

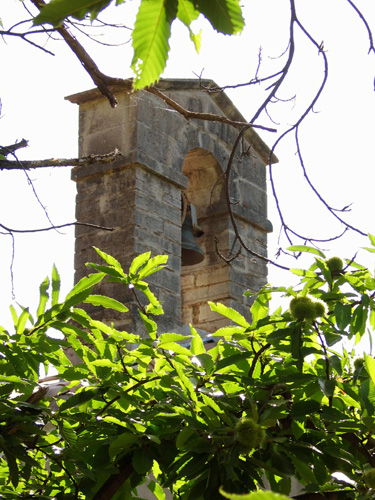
Saint-Roman-de-Codières (le clocher du temple protestant).

Un temple protestant est construit en 1855 au hameau de Bouras et l'intérieur de l'église catholique se voit orner d'une reproduction très fidèle du tableau du Titien, « Les pèlerins d’Emmaüs » qui se trouve au Louvre, offerte au Comte de Saint Roman par l’impératrice Eugénie de Montijo, épouse de Napoléon III, après un séjour au château.
Mais la population décline lentement et le tribut versé lors de la Première Guerre mondiale est particulièrement lourd (la commune perd 27 hommes valides sur une population recensée en 1911 à 501 habitants). Jean-Baptiste Marchand, général et explorateur français, le héros de Fachoda, qui a épousé vers 1910 Raymonde de Serre de Saint Roman, réside alors à la tour de Saint-Roman-de-Codières. Il se fait élire - de 1913 à 1925 - conseiller général du canton de Sumène.
La Seconde Guerre mondiale amènera aussi son flot d'horreur. La population connaît depuis 1942 les troupes d'occupation mais aucune exaction n'a eu lieu, la Résistance s'occupe surtout de fournir aux nombreux réfractaires, qui ont refusé de partir en Allemagne au Service du travail obligatoire (STO), des cartes d'identité, des cartes d'alimentation et des endroits sûrs pour se cacher. La rafle du 28 février 1944 au hameau de Driolle, qui verra le hameau pillé et incendié et une partie de ses habitants exécutés, met fin à cette tranquillité apparente.
Après la Libération, commence alors une sévère période d'exode rural qui vide la commune de ses habitants. En 1961, elle est amputée de la vallée du Cayla, rattachée à la commune de Sumène avec laquelle elle était déjà reliée par la route. Il faudra attendre les années 1970 pour voir quelques jeunes gens s'installer dans les maisons abandonnées et les années 1990 avec l'arrivée de jeunes familles pour voir le mouvement s'inverser durablement.

## Héraldique
| Armoiries de la commune de Saint-Roman-de-Codières | Armoiries de la commune de Saint-Roman-de-Codières. Palé d’hermines et de gueules de six pièces à la fasce d’or brochant sur le tout Ces armoiries, reprises par la commune, datent de la fin du XVIIe siècle. Elles ont été assignées à la communauté des habitants de Saint-Roman-de-Codières sous le règne de Louis XIV. |

## Politique et administration

### Municipalité
| Période                                  | Période       | Identité         | Étiquette | Qualité |
| ---------------------------------------- | ------------- | ---------------- | --------- | ------- |
| mars 2001                                | mars 2008     | Robert Gonzalvès |           | ...     |
| mars 2008                                | 1er juin 2012 | Philippe Pibarot | DVG       | ...     |
| juin 2012                                | En cours      | Luc Villaret     |           | ...     |
| Les données manquantes sont à compléter. |               |                  |           |         |

Philippe Pibarot a parrainé la candidature de Nathalie Arthaud à l'élection présidentielle de 2012.

### Intercommunalité
Depuis le 1er janvier 2004, Saint-Roman-de-Codières fait partie de la communauté de communes des Cévennes gangeoises et suménoises, qui regroupe treize communes (quatre dans le département du Gard et neuf dans celui limitrophe de l'Hérault).
L'aménagement de l'espace, le développement économique, l'environnement, le logement, la construction d'équipements culturels, sportifs ou d'établissements d'enseignement pré élémentaire et élémentaire, ainsi que la petite enfance relèvent de sa compétence. Parmi les services offerts, on trouve notamment le traitement des déchets avec une déchèterie à Ganges, la ville la plus importante et le siège de cette intercommunalité.

## Population et société

### Démographie

#### Évolution démographique
L'évolution du nombre d'habitants est connue à travers les recensements de la population effectués dans la commune depuis 1793. Pour les communes de moins de 10 000 habitants, une enquête de recensement portant sur toute la population est réalisée tous les cinq ans, les populations de référence des années intermédiaires étant quant à elles estimées par interpolation ou extrapolation. Pour la commune, le premier recensement exhaustif entrant dans le cadre du nouveau dispositif a été réalisé en 2006.

En 2022, la commune comptait 166 habitants, en évolution de +3,75 % par rapport à 2016 (Gard : +2,97 %, France hors Mayotte : +2,11 %).
| 1793  | 1800 | 1806 | 1821 | 1831 | 1836 | 1841 | 1846 | 1851 |
| ----- | ---- | ---- | ---- | ---- | ---- | ---- | ---- | ---- |
| 1 009 | 656  | 948  | 908  | 925  | 951  | 921  | 882  | 870  |

| 1856 | 1861 | 1866 | 1872 | 1876 | 1881 | 1886 | 1891 | 1896 |
| ---- | ---- | ---- | ---- | ---- | ---- | ---- | ---- | ---- |
| 907  | 761  | 783  | 701  | 660  | 653  | 608  | 561  | 545  |

| 1901 | 1906 | 1911 | 1921 | 1926 | 1931 | 1936 | 1946 | 1954 |
| ---- | ---- | ---- | ---- | ---- | ---- | ---- | ---- | ---- |
| 515  | 509  | 501  | 451  | 404  | 350  | 314  | 279  | 233  |

| 1962 | 1968 | 1975 | 1982 | 1990 | 1999 | 2006 | 2011 | 2016 |
| ---- | ---- | ---- | ---- | ---- | ---- | ---- | ---- | ---- |
| 206  | 132  | 138  | 147  | 134  | 180  | 171  | 193  | 160  |

| 2021 | 2022 | - | - | - | - | - | - | - |
| ---- | ---- | - | - | - | - | - | - | - |
| 161  | 166  | - | - | - | - | - | - | - |

#### Pyramide des âges
La population de la commune est relativement âgée.
En 2018, le taux de personnes d'un âge inférieur à 30 ans s'élève à 21,9 %, soit en dessous de la moyenne départementale (32,6 %). À l'inverse, le taux de personnes d'âge supérieur à 60 ans est de 36,9 % la même année, alors qu'il est de 29,6 % au niveau départemental.
En 2018, la commune comptait 78 hommes pour 77 femmes, soit un taux de 50,32 % d'hommes, largement supérieur au taux départemental (48,18 %).
Les pyramides des âges de la commune et du département s'établissent comme suit.
| Hommes | Classe d’âge | Femmes |
| ------ | ------------ | ------ |
| 0,0    | 90 ou +      | 0,0    |
| 11,1   | 75-89 ans    | 6,3    |
| 24,7   | 60-74 ans    | 31,6   |
| 32,1   | 45-59 ans    | 22,8   |
| 9,9    | 30-44 ans    | 17,7   |
| 9,9    | 15-29 ans    | 5,1    |
| 12,3   | 0-14 ans     | 16,5   |

| Hommes | Classe d’âge | Femmes |
| ------ | ------------ | ------ |
| 0,9    | 90 ou +      | 2      |
| 8,3    | 75-89 ans    | 10,6   |
| 19,4   | 60-74 ans    | 19,9   |
| 20,4   | 45-59 ans    | 20,3   |
| 16,8   | 30-44 ans    | 17     |
| 16,4   | 15-29 ans    | 14,2   |
| 17,8   | 0-14 ans     | 15,8   |

Excepté le chiffre communiqué lors du recensement de l'an VIII de la République (1800), la diminution de la population de Saint-Roman-de-Codières a été progressive tout au long des XIXe et XXe siècles, passant de 1 009 habitants en 1793 à seulement 198 en 1962 (soit une diminution de plus de 80 % en l'espace de moins de deux siècles). Depuis quelques années, après la sévère période d'exode rural qui a suivi la Seconde Guerre mondiale, le mouvement a commencé à s'inverser.

## Économie

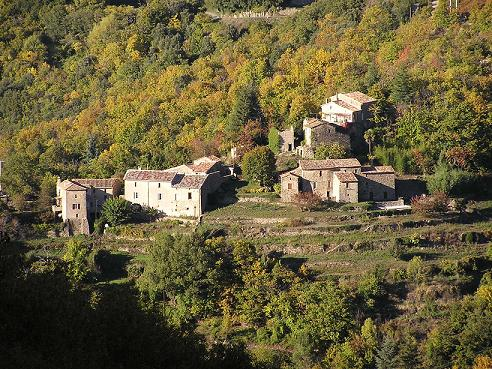
Saint-Roman-de-Codières (mas de la vallée du Savel).

L'économie de Saint-Roman-de-Codières est essentiellement rurale et orientée vers le tourisme vert.
On y cultive notamment l'oignon doux des Cévennes (AOC) dans les traversiers ou bancels, bandes de terres soutenues par des murets en pierres sèches. Cette production est vendue principalement sur les marchés de la région. On y élève également des brebis pour la viande des agneaux (race caussenarde des garrigues).
Beaucoup d'anciens mas de la commune, sauvés de la ruine, ont été transformés en gîtes ou chambres d'hôtes. Un café au chef-lieu du village dans l'ancienne tour et une auberge au hameau de Bouras complètent le tout.
Enfin, à côté des petits artisans implantés sur la commune (électriciens, maçons, etc.), Saint-Roman-de-Codières s'illustre aussi par la présence de nombreux artistes venus s'y installer (écrivains, architectes, sculpteurs, peintres, photographes, etc.).

## Culture et patrimoine
La beauté des sites, leur conservation et la typicité de son habitat constituent le principal patrimoine de Saint-Roman-de-Codières. Certains lieux et monuments de la commune méritent toutefois un détour :

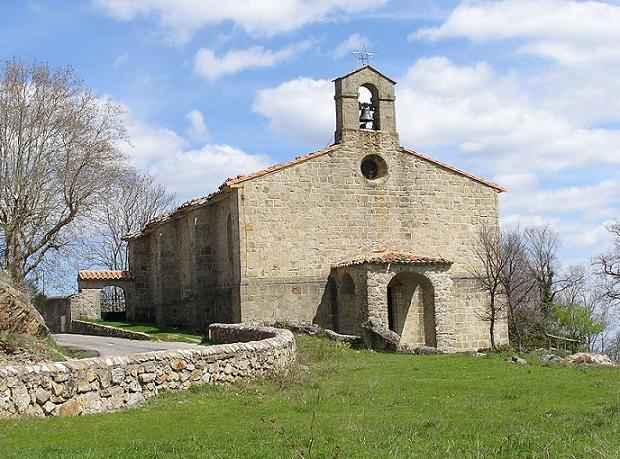
Saint-Roman-de-Codières (l'église catholique).

- Menhirs (col de Pierre Levée, col du Cayrel, mont Liron et col des Fosses). Sept mégalithes, témoins d'une présence humaine ancienne sur le territoire de Saint-Roman-de-Codières[50].
- Église catholique (chef-lieu). L'église Saint-Roman de Saint-Roman-de-Codières, de style roman, avec son cimetière attenant, a été bâtie au début du XVIIIe siècle après que le bâtiment précédent eut été incendié en 1703 par les Camisards. L'édifice en granit a dû être plusieurs fois remanié de 1960 à 1982. Elle dépend de nos jours de l'église catholique de Sumène[51].

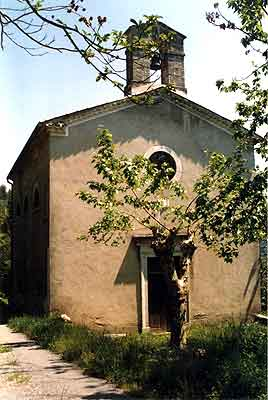
Le temple protestant.

- Le temple protestant.Tour de Saint-Roman-de-Codières (chef-lieu). Vestige de l'ancien château médiéval. Elle a été remise en état et profondément réaménagée en 1838 par le comte Raymond de Serre de Saint Roman. À l’occasion de ces travaux, les archères ont laissé la place à des ouvertures modernes et le sommet de la tour s’est ourlé de petites arcades en brique rose qui lui donnent cette touche arabisante sans doute responsable de l’appellation de « tour sarrasine », dont la tradition locale l’orne parfois. Mesurant après restauration 22 mètres de haut, elle est presque carrée (7,52 m x 7,70 m x 7,90 m). La partie qui correspond à peu près aux deux premiers étages est construite dans un bel appareil régulier à bossages rustiques sans liseré, datable de la seconde moitié du XIIe siècle ou de la première moitié du XIIIe siècle.
- Chapelle Saint-Grégoire (hameau de Driolle). Fondation pieuse, antérieure à la Réforme, sans revenu et sans service dès le début du XVIIIe siècle[52].
- Temple protestant de Bourras (hameau de Bouras). Construit au XIXe siècle, ses plans, basés sur un rectangle, sont d'une grande sobriété comme c'est le cas de la plupart des édifices réformés cévenols de cette époque là. Ce lieu de culte, après avoir été rattaché au conseil presbytéral de la paroisse de Colognac, dépend aujourd'hui de celui de la paroisse voisine de Cros. Sa desserte est assurée occasionnellement par le pasteur de l'église réformée de Saint-Hippolyte-du-Fort et du Haut Vidourle[53].

## Équipement et services
La mairie, située au chef-lieu du village, est le seul bâtiment administratif de la commune. Elle n'est ouverte au public que deux demi-journée par semaine. Les trois écoles que comptait autrefois Saint-Roman-de-Codières - situées au chef-lieu, au Savel et au hameau de Bouras -, ont toutes été fermées.
Depuis 2004, les équipements et services publics offerts à la population le sont dans le cadre de la communauté de communes des Cévennes gangeoises et suménoises. Les enfants sont ainsi scolarisés dans les écoles des communes voisines.

## Vie locale

### Cultes
La messe n'est plus célébrée à Saint-Roman-de-Codières qu'en de rares occasions par le curé de Sumène et le temple protestant, au hameau de Bouras, n'est plus desservi que rarement par le pasteur de Saint-Hippolyte-du-Fort.

### Commerces
Les Saint-Romanois vont chercher ce qu'ils n'ont pas sur la commune (pharmacies, médecins, bureaux de poste, banques, marchés, commerces de proximité, supermarchés, etc.) dans les communes voisines - Sumène, Ganges et Saint-Hippolyte-du-Fort principalement.

### Vie associative
Au-delà de cet apparent isolement, qui contribue au charme et à l'authenticité du village, les diverses associations, bien implantées dans la commune, jouent chacune un rôle rassembleur essentiel (associations culturelles, associations de défense de l'environnement, des animaux, du patrimoine, comité des fêtes, associations des chasseurs, etc.).
Chaque année, en principe le dernier week-end du mois de juillet, une fête est ainsi organisée au chef-lieu du village, agrémentée de diverses manifestations culturelles.

## Personnalités liées à la commune

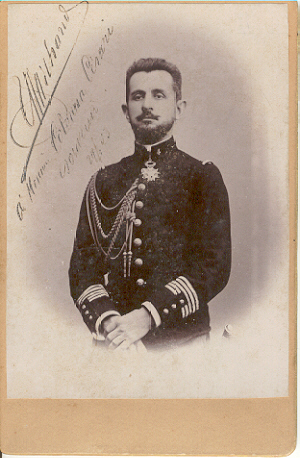
Jean-Baptiste Marchand.

- Salomon Sabatier, dit Salomonet (ca 1682-1710), prédicant et camisard cévenol, né au hameau de Driolle à Saint-Roman-de-Codières où il était faiseur de bas, avant de s'engager auprès des troupes rebelles (1703).
- Jérémie de Pourtalès (1701-1784), réformé de Lasalle ayant abjuré sous la contrainte à la suite de la révocation de l'édit de Nantes, émigré en Suisse en 1717 en passant par Lyon, enrichi par le commerce des indiennes, naturalisé neuchâtelois dès 1724, reçu Bourgeois de Neuchâtel en 1729 et anobli en 1750 à Berlin par Frédéric le Grand, Roi de Prusse. Petit-fils de Paul Pourtalès, fustier au hameau du Castanet des Perdus à Saint-Roman-de-Codières, berceau de sa famille paternelle. Fondateur de la dynastie des Pourtalès, célèbres marchands et banquiers suisses, dont est issu notamment l'écrivain français, Guy de Pourtalès (1881-1941).
- Jean-Baptiste Marchand (1863-1934), général et explorateur français, le héros de Fachoda (1898), conseiller général du canton de Sumène (de 1913 à 1925), marié à Raymonde de Serre de Saint Roman, propriétaire de la tour de Saint-Roman-de-Codières.
- Pierre Paulin (1927-2009), designer français, habitant de la commune[54].
- Béatrice Nodé-Langlois (1940-2023), écrivaine et artiste peintre, habitante de la commune.
- Maïa Wodzislawska-Paulin (née en 1942), personnalité du design français et épouse du designer français Pierre Paulin.
- Ysabelle Lacamp (1954-2023), comédienne et écrivaine française, habitante de la commune.
- Piers Faccini (1970-), auteur-compositeur-interprète, peintre et photographe anglais, habitant de la commune.